# Вилхелм фон Фермор
Вилхелм фон Фермор e руски граф, военен и държавен деец, генерал-аншеф, генерал-губернатор на Смоленск.

## Биография
Роден е на 28 септември 1702 година в Псков, Руско царство. Син е на бежанец от Англия.
Военната му кариера започва при императрица Анна под ръководството на Йохан Миних, при когото служи като адютант. Звание полковник получава за действията си по време на Кримския поход (1736).
През 1737 г., като генерал-квартирмайстер, с отряд от 350 души, се натъква на кримско-турски отряд от 2000 души и успешно се отбранява от превъзхождащия го противник, докато пристигне помощ. За този си успех е произведен в генерал-майор. През 1738 г. командва авангарда на армията на Миних, а през 1739 г. се отличава в сражението при Ставучан. През 1741 г. участва във войната против Швеция, по време на която завладява Вилманстранд и е награден с орден „Александър Невски“.
Върхът на военната кариера на Фермор е през Седемгодишната война. Като генерал-аншеф превзема Мемел и има принос за победата на руските войски при Грос-Егерсдорф (1757). През 1758 г. е назначен за командващ руските войски на мястото на Степан Апраксин и превзема Кьонигсберг и цяла Източна Прусия. Императрица Мария Терезия го дарява с графско достойнство. Безуспешно обсажда Данциг и Кюстрин; командва руските войски в сражението при Цорндорф (1758), за което получава орден „Света Ана“. Участва в Кунерсдорфското сражение през 1759 г.
През 1760 г. действа по бреговете на Одер за отвличане на силите на Фридрих II, при което негов отряд (под командването на Тотлебен) превзема Берлин. По онова време като дежурен офицер, а по-късно като генерален дежурен, при Фермор служи бъдещият велик руски пълководец Александър Суворов.
През 1762 г. е уволнен от военна служба. Назначен е за генерал-губернатор на Смоленск (1763), става сенатор след 1764 г. Излиза в оставка (1770). Умира на 8 (19) септември 1771 г. в Латвия.

## Деца
Има две деца:
- Вилхелм Георг
- Сара Елизабета.